# Cichla nigromaculata
Cichla nigromaculata és una espècie de peix de la família dels cíclids i de l'ordre dels perciformes.

## Morfologia
Els mascles poden assolir els 26,3 cm de longitud total.

## Distribució geogràfica
Es troba a Sud-amèrica: riu Orinoco i rio Negro (Amazones)